# Darwin-Term
Der Darwin-Term {\displaystyle H_{\mathrm {Darwin} }} (nach Charles Galton Darwin) ist ein relativistischer Korrekturterm im Hamiltonoperator {\displaystyle H}, um die Feinstruktur im Wasserstoffspektrum theoretisch zu erklären. Er ergibt sich aus der Dirac-Theorie.
Er beschreibt, dass in nicht-relativistischer Näherung die elektrostatische Wechselwirkung des Elektrons mit dem elektrischen Feld des Kerns aufgrund der Zitterbewegung nicht mehr lokal ist, sondern auch von einem kleinen Bereich des elektrischen Feldes um das Elektron herum abhängt:
{\displaystyle H_{\mathrm {Darwin} }={\frac {\hbar ^{2}}{8m_{\mathrm {e} }^{2}c^{2}}}\left(\Delta V\right).}
Da das Potential {\displaystyle V(r)=-\alpha \hbar cZ/r} ein Coulomb-Potential ist, kann der Darwin-Term auch geschrieben werden als
{\displaystyle H_{\mathrm {Darwin} }=Z\alpha {\frac {\hbar ^{3}}{8m_{\mathrm {e} }^{2}c}}\cdot 4\pi \delta ^{(3)}({\vec {r}}).}
Dabei ist
- {\displaystyle \alpha } die Feinstrukturkonstante
- {\displaystyle \hbar } die reduzierte Planck-Konstante
- {\displaystyle m_{\mathrm {e} }} die Masse des Elektrons
- {\displaystyle c} die Lichtgeschwindigkeit
- {\displaystyle \Delta } der Laplace-Operator
- {\displaystyle Z} die Kernladungszahl
- {\displaystyle \delta ^{(3)}({\vec {r}})} die Delta-Distribution in drei Dimensionen.

Der Darwin-Term spielt nur bei Elektronen mit Drehimpulsquantenzahl {\displaystyle l=0} eine Rolle, weil nur deren Wellenfunktionen am Kernort ({\displaystyle {\vec {r}}=0}) nicht verschwinden.

## Heuristische Herleitung
Der Darwin-Term kann im relativistischen Wasserstoffproblem formal stringent hergeleitet werden, indem die relativistische Korrektur und die Spin-Bahn-Kopplung vom Gesamtergebnis subtrahiert werden. Eine heuristische Herleitung nimmt an, dass das Elektron nicht exakt lokalisiert ist, sondern seine Position um {\textstyle \delta r={\frac {\hbar }{m_{\mathrm {e} }c}}={\frac {\lambda _{\mathrm {C} }}{2\pi }}}, die reduzierte Compton-Wellenlänge des Elektrons, schwankt. Eine solche Herleitung führt nicht exakt auf den korrekten Darwin-Term, sondern nur auf die richtige Größenordnung 
{\displaystyle H_{\text{Darwin}}^{\text{heuristisch}}={\frac {\hbar ^{2}}{6m_{\mathrm {e} }^{2}c^{2}}}\Delta V}.